# Valeriana kassarica
Valeriana kassarica är en kaprifolväxtart som beskrevs av Charadze och Kapell. Valeriana kassarica ingår i släktet vänderötter, och familjen kaprifolväxter. Inga underarter finns listade i Catalogue of Life.